# John William Daly
Pour les articles homonymes, voir Daly.
John William Daly, né le 8 juin 1933 à Portland et mort le 5 mars 2008 à Rockville, est un biochimiste américain.

## Recherches sur les alcaloïdes
Alors qu'il travaille au sein du NIH depuis 1958, John William Daly accepte en 1953 d'orienter ses recherches sur les alcaloïdes bioactifs lorsque son chef de laboratoire, Bernhard Witkop, lui propose d'aller travailler à l'ouest de la Colombie sur les toxines des grenouilles venimeuses. Ainsi, les spécimens collectés près du Río San Juan s'avèrent contenir plusieurs batrachotoxines et font l'objet d'un article dans la revue Medical World News. Charles William Myers, alors étudiant diplômé en herpétologie, s'intéresse aux « implications taxonomiques et évolutives des toxines, qui ont également de nouvelles propriétés pharmacologiques ». Il propose à Daly qu'ils collaborent à une étude des grenouilles toxiques du Panama afin de déterminer si leur coloration brillante et leur toxicité sont liées. Finalement, en 1973, avec l'aide de Borys Malkin, ils collectent plusieurs Phyllobates terribilis près du Río Saija, en Colombie. L'étude et la description de ces grenouilles, intitulée « A dangerously toxic new frog (Phyllobates) used by Emberá Indians of Western Colombia, with discussion of blowgun fabrication and dart poisoning » (« Une nouvelle grenouille dangereusement toxique (Phyllobates) utilisée par les Indiens Emberá de l'Ouest de la Colombie, avec discussion sur la fabrication de sarbacanes et l'empoisonnement de fléchettes »), paraît pour la première fois en 1978. Quelques années plus tard, John William Daly, qui aurait aimé connaître l'origine des batrachotoxines de Phyllobates terribilis en récupérant de nouveaux spécimens, doit renoncer à son projet car, selon lui, « dorénavant, il est trop difficile d'obtenir un permis de collecte en Colombie ».